# Elecciones regionales de Madre de Dios de 2022
Las elecciones regionales de Madre de Dios de 2022 se llevaron a cabo el 2 de octubre de 2022 para elegir al gobernador regional, al vicegobernador regional y al Consejo Regional para el periodo 2023-2027. La elección se celebró simultáneamente con elecciones regionales y municipales (provinciales y distritales) en todo el Perú.

## Sistema electoral
El Gobierno Regional de Madre de Dios es el órgano administrativo y de gobierno del departamento de Madre de Dios. Está compuesto por el gobernador regional, el vicegobernador regional y el Consejo Regional.
La votación se realiza en base al sufragio universal, que comprende a todos los ciudadanos nacionales mayores de dieciocho años, empadronados y residentes en el departamento de Madre de Dios y en pleno goce de sus derechos políticos.
El gobernador y vicegobernador regional son elegidos por sufragio directo. Para que un candidato sea proclamado ganador debe obtener no menos de 30 % de votos válidos. En caso ningún candidato logre ese porcentaje en la primera vuelta electoral, los dos candidatos más votados participan en una segunda vuelta o balotaje. No hay reelección inmediata de gobernadores regionales.
El Consejo Regional de Madre de Dios está compuesto por 10 consejeros elegidos por sufragio directo para un período de cuatro (4) años. La votación es por lista cerrada y bloqueada. Cada provincia del departamento de Madre de Dios constituye una circunscripción electoral. Se asigna a la lista ganadora los escaños según el método d'Hondt. La distribución y el número de consejeros regionales es la siguiente:
| Circunscripción  | Escaños | Mapa |
| ---------------- | ------- | ---- |
| Tambopata(+1)    | 6       |      |
| Manu y Tahuamanu | 2       |      |

## Composición del Consejo Regional de Madre de Dios
La siguiente tabla muestra la composición del Consejo Regional de Madre de Dios antes de las elecciones.
| Partidos | Partidos                                     | Consejeros |
| -------- | -------------------------------------------- | ---------- |
|          | Movimiento Regional Fuerza por Madre de Dios | 2          |
|          | Alianza para el Progreso                     | 2          |
|          | Perú Patria Segura                           | 2          |
|          | Somos Perú                                   | 1          |
|          | Perú Libertario                              | 1          |
|          | Democracia Directa                           | 1          |

## Elecciones internas
Los partidos políticos realizaron la convocatoria a elecciones internas (15–22 de enero de 2022) para definir a los candidatos de sus organizaciones en listas cerradas y bloqueadas. Se sometieron a elección las candidaturas a:
- Gobernador y vicegobernador regional de Madre de Dios (2 candidaturas).
- Consejo Regional de Madre de Dios (10 candidaturas).

Existen dos modalidades para la organización de las elecciones internas:
- Modalidad de elección directa: con voto universal, libre, voluntario, igual, directo y secreto de los afiliados. Será la modalidad utilizada por Alianza para el Progreso,[5] Somos Perú[6] y Alianza Libertad Madrediosense.[7] Las elecciones se realizaron el 15 de mayo de 2022.
- Modalidad de delegados: a través de delegados previamente elegidos mediante voto universal, libre, voluntario, igual, directo y secreto de los afiliados. Será la modalidad utilizada por Movimiento Regional Fuerza por Madre de Dios,[7] Perú Libre,[8] Avanza País,[9] Movimiento Independiente Amor por Madre de Dios[7] y Podemos Perú.[10] Las elecciones se realizaron el 22 de mayo de 2022.

## Partidos y candidatos
A continuación se muestra una lista de los principales partidos y alianzas electorales que participan en las elecciones:
| Candidatura | Candidatura | Partidos y alianzas                                           | Candidatos | Candidatos                 | Ideología                                                          | Resultado previo | Resultado previo | Ref.   |
| Candidatura | Candidatura | Partidos y alianzas                                           | Candidatos | Candidatos                 | Ideología                                                          | Votos (%)        | Con.             | Ref.   |
| ----------- | ----------- | ------------------------------------------------------------- | ---------- | -------------------------- | ------------------------------------------------------------------ | ---------------- | ---------------- | ------ |
|             | FMDD        | Lista - Movimiento Regional Fuerza por Madre de Dios (FMDD)   |            | Juan Imura Cjuno           | Regionalismo madrediosense                                         | 24.48%           | 2                | [ 11 ] |
|             | APP         | Lista - Alianza para el Progreso (APP)                        |            | Fátima Pizango Salazar     | Liberalismo económico Conservadurismo liberal Populismo de derecha | 22.06%           | 2                | [ 11 ] |
|             | SP          | Lista - Somos Perú (SP)                                       |            | Ángela Perea Monje         | Democracia cristiana Conservadurismo social                        | 10.73%           | 1                | [ 11 ] |
|             | PL          | Lista - Perú Libre (PL)                                       |            | Mayra Hermoza Sovrino      | Socialismo del siglo XXI Marxismo-leninismo Mariateguismo          | 8.36%            | 1                | [ 11 ] |
|             | AvP         | Lista - Avanza País (AvP)                                     |            | Luis Otsuka Salazar        | Conservadurismo liberal Liberalismo clásico                        | 6.13%            | 0                | [ 11 ] |
|             | AMD         | Lista - Movimiento Independiente Amor por Madre de Dios (AMD) |            | Simón Horna Alpaca         | Regionalismo madrediosense                                         | Nuevo            | Nuevo            | [ 11 ] |
|             | PP          | Lista - Podemos Perú (PP)                                     |            | Alexander Lozano Inostroza | Conservadurismo social Populismo Nacionalismo                      | Nuevo            | Nuevo            | [ 11 ] |
|             | ALM         | Lista - Alianza Libertad Madrediosense (ALM)                  |            | Freddy Vracko Metzger      | Regionalismo madrediosense                                         | Nuevo            | Nuevo            | [ 11 ] |

## Sondeos de opinión
Las siguientes tablas enumeran las estimaciones de la intención de voto en orden cronológico inverso, mostrando las más recientes primero y utilizando las fechas en las que se realizó el trabajo de campo de la encuesta. Cuando se desconocen las fechas del trabajo de campo, se proporciona la fecha de publicación.
Leyenda:
     Sondeo realizado en el periodo de prohibición legal de la difusión de sondeos de intención de voto.

### Intención de voto
La siguiente tabla enumera las estimaciones ponderadas (sin incluir votos en blanco y nulos) de la intención de voto.
|                               |            |   |      |      |      |     |     |  |  |  |  |  |  |  |  |
| Elecciones regionales de 2022 | 2 oct 2022 | — | 31.8 | 26.7 | 13.2 | 8.7 | 5.1 |  |  |  |  |  |  |  |  |
|                               |            |   |      |      |      |     |     |  |  |  |  |  |  |  |  |
| Ipsos Perú/América            | 2 oct 2022 | ? | 32.1 | 27.2 | 12.6 | 8.8 | 4.9 |  |  |  |  |  |  |  |  |
| Ipsos Perú/América            | 2 oct 2022 | ? | 29.8 | 31.7 | 11.0 | 9.4 | 1.9 |  |  |  |  |  |  |  |  |

## Resultados

### Gobierno Regional de Madre de Dios
|                      | Luis Otsuka Salazar        | Avanza País (AvP)                                     | 24,695  | 31.81 |  |  |  |
|                      | Simón Horna Alpaca         | Movimiento Independiente Amor por Madre de Dios (AMD) | 20,740  | 26.71 |  |  |  |
|                      | Juan Imura Cjuno           | Movimiento Regional Fuerza por Madre de Dios (FMDD)   | 10,275  | 13.23 |  |  |  |
|                      | Freddy Vracko Metzger      | Alianza Libertad Madrediosense (ALM)                  | 6,758   | 8.70  |  |  |  |
|                      | Mayra Hermoza Sovrino      | Perú Libre (PL)                                       | 6,092   | 7.85  |  |  |  |
|                      | Alexander Lozano Inostroza | Podemos Perú (PP)                                     | 4,895   | 6.30  |  |  |  |
|                      | Fátima Pizango Salazar     | Alianza para el Progreso (APP)                        | 2,395   | 3.08  |  |  |  |
|                      | Ángela Perea Monje         | Somos Perú (SP)                                       | 1,788   | 2.30  |  |  |  |
|                      |                            |                                                       |         |       |  |  |  |
| Total                | Total                      | Total                                                 | 77,638  |       |  |  |  |
|                      |                            |                                                       |         |       |  |  |  |
| Votos válidos        | Votos válidos              | Votos válidos                                         | 77,638  | 85.18 |  |  |  |
| Votos en blanco      | Votos en blanco            | Votos en blanco                                       | 7,650   | 8.39  |  |  |  |
| Votos nulos          | Votos nulos                | Votos nulos                                           | 5,862   | 6.43  |  |  |  |
| Votos emitidos       | Votos emitidos             | Votos emitidos                                        | 91,150  | 73.54 |  |  |  |
| Abstenciones         | Abstenciones               | Abstenciones                                          | 32,797  | 26.46 |  |  |  |
| Votantes registrados | Votantes registrados       | Votantes registrados                                  | 123,947 |       |  |  |  |
|                      |                            |                                                       |         |       |  |  |  |
| Fuente:              |                            |                                                       |         |       |  |  |  |

### Consejo Regional de Madre de Dios

#### Sumario general
|                                                                                                 |                                                       |              |              |              |         |         |  |
| Partidos y coaliciones                                                                          | Partidos y coaliciones                                | Voto popular | Voto popular | Voto popular | Escaños | Escaños |  |
| Partidos y coaliciones                                                                          | Partidos y coaliciones                                | Votos        | %            | ±pp          | Total   | +/−     |  |
|                                                                                                 | Avanza País (AvP)                                     | 18,559       | 28.68        | +22.53       | 5       | +5      |  |
|                                                                                                 | Movimiento Independiente Amor por Madre de Dios (AMD) | 17,395       | 26.88        | n/a          | 4       | +4      |  |
|                                                                                                 | Movimiento Regional Fuerza por Madre de Dios (FMDD)   | 7,925        | 12.25        | –10.57       | 1       | –1      |  |
|                                                                                                 | Alianza Libertad Madrediosense (ALM)                  | 5,643        | 8.72         | Nuevo        | 0       | ±0      |  |
|                                                                                                 | Perú Libre (PL)1                                      | 5,569        | 8.61         | +1.36        | 0       | –1      |  |
|                                                                                                 | Alianza para el Progreso (APP)                        | 3,821        | 5.91         | –13.34       | 0       | –2      |  |
|                                                                                                 | Podemos Perú (PP)                                     | 3,765        | 5.82         | Nuevo        | 0       | ±0      |  |
|                                                                                                 | Somos Perú (SP)                                       | 2,030        | 3.14         | –7.27        | 0       | –1      |  |
|                                                                                                 |                                                       |              |              |              |         |         |  |
| Total                                                                                           | Total                                                 | 64,707       |              |              | 10      | +1      |  |
|                                                                                                 |                                                       |              |              |              |         |         |  |
| Votos válidos                                                                                   | Votos válidos                                         | 64,707       | 70.99        | +4.52        |         |         |  |
| Votos en blanco                                                                                 | Votos en blanco                                       | 20,366       | 22.34        | –1.99        |         |         |  |
| Votos nulos                                                                                     | Votos nulos                                           | 6,077        | 6.67         | –2.53        |         |         |  |
| Votos emitidos                                                                                  | Votos emitidos                                        | 91,150       | 73.54        | –3.29        |         |         |  |
| Abstenciones                                                                                    | Abstenciones                                          | 32,797       | 26.46        | +3.29        |         |         |  |
| Votantes registrados                                                                            | Votantes registrados                                  | 123,947      |              |              |         |         |  |
|                                                                                                 |                                                       |              |              |              |         |         |  |
| Fuente:                                                                                         |                                                       |              |              |              |         |         |  |
| Notas al pie: 1 Comparado con los resultados de Perú Libertario (PL) en las elecciones de 2018. |                                                       |              |              |              |         |         |  |
| Notas al pie:                                                                                   |                                                       |              |              |              |         |         |  |
| 1 Comparado con los resultados de Perú Libertario (PL) en las elecciones de 2018.               |                                                       |              |              |              |         |         |  |

#### Resultados por provincia
| Provincia | AvP  | AvP  | AMD  | AMD  | FMDD | FMDD | ALM | ALM | PL   | PL   | APP  | APP  | PP  | PP  | SP  | SP  |   |
| Provincia | %    | E    | %    | E    | %    | E    | %   | E   | %    | E    | %    | E    | %   | E   | %   | E   |   |
| --------- | ---- | ---- | ---- | ---- | ---- | ---- | --- | --- | ---- | ---- | ---- | ---- | --- | --- | --- | --- | - |
| Provincia | Manu | 25.3 | 1    | 23.2 | 1    | 7.8  | –   | 8.8 | –    | 10.8 | –    | 13.3 | –   | 2.9 | –   | 7.9 | – |
| Tahuamanu | 26.2 | 1    | 38.7 | 1    | 8.1  | –    | 2.7 | –   | 11.0 | –    | 11.9 | –    |     |     | 1.3 | –   |   |
| Tambopata | 29.4 | 3    | 26.3 | 2    | 13.3 | 1    | 9.3 | –   | 8.1  | –    | 4.3  | –    | 6.8 | –   | 2.6 | –   |   |
| Total     | 28.7 | 5    | 26.9 | 4    | 12.2 | 1    | 8.7 | –   | 8.6  | –    | 5.9  | –    | 5.8 | –   | 3.1 | –   |   |

### Autoridades electas
| Cargo                                               | Autoridad electa | Autoridad electa           | Partido político | Partido político                                |
| --------------------------------------------------- | ---------------- | -------------------------- | ---------------- | ----------------------------------------------- |
| Gobernador Regional de Madre de Dios                |                  | Luis Otsuka Salazar        |                  | Avanza País                                     |
| Vicegobernadora Regional de Madre de Dios           |                  | Lisett Revollar Cáceres    |                  | Avanza País                                     |
| Consejero Regional de Madre de Dios (por Manu)      |                  | Epifanio Condori Chani     |                  | Avanza País                                     |
| Consejero Regional de Madre de Dios (por Manu)      |                  | Bernardo Clavijo Carcasi   |                  | Movimiento Independiente Amor por Madre de Dios |
| Consejero Regional de Madre de Dios (por Tahuamanu) |                  | Venancio Benavides Ccama   |                  | Movimiento Independiente Amor por Madre de Dios |
| Consejero Regional de Madre de Dios (por Tahuamanu) |                  | Augusto Tomaylla Huamaní   |                  | Avanza País                                     |
| Consejero Regional de Madre de Dios (por Tambopata) |                  | Edgar López Cornejo        |                  | Avanza País                                     |
| Consejera Regional de Madre de Dios (por Tambopata) |                  | Vilma Solano Calderón      |                  | Avanza País                                     |
| Consejero Regional de Madre de Dios (por Tambopata) |                  | Jaime Saavedra Heyahijia   |                  | Avanza País                                     |
| Consejero Regional de Madre de Dios (por Tambopata) |                  | Francisco Sifuentes Quispe |                  | Movimiento Independiente Amor por Madre de Dios |
| Consejera Regional de Madre de Dios (por Tambopata) |                  | Vilma Payaba Cachique      |                  | Movimiento Independiente Amor por Madre de Dios |
| Consejero Regional de Madre de Dios (por Tambopata) |                  | José Zapata Herrera        |                  | Movimiento Regional Fuerza por Madre de Dios    |